# Habenaria micholitziana
Habenaria micholitziana är en orkidéart som beskrevs av Friedrich Fritz Wilhelm Ludwig Kraenzlin och Schltr.. Habenaria micholitziana ingår i släktet Habenaria och familjen orkidéer. Inga underarter finns listade i Catalogue of Life.